# Radynka
Radynka (ukrainisch Радинка; russisch Радинка Radinka) ist ein Dorf im Norden der ukrainischen Oblast Kiew mit etwa 800 Einwohnern (2004).
Das 1780 gegründete Dorf erhielt seinen Namen von der, die Ortschaft durchfließenden, Rjadynka (Рядинка), einem etwa 15 km langen, rechten Nebenfluss des Usch. Es liegt auf einer Höhe von 133 m nahe zur Sperrzone von Tschernobyl und ist das administrative Zentrum der gleichnamigen Landratsgemeinde im Rajon Poliske. Zwischen dem 17. November 1993 und 10. Juli 1996 war Radynka das Rajonzentrum des Rajon Poliske. Durch die Nuklearkatastrophe von Tschernobyl im April 1986 wurde das Gebiet der Ortschaft radioaktiv kontaminiert.
Das ehemalige Rajonzentrum Krassjatytschi liegt etwa 25 km südlich und die Hauptstadt Kiew liegt etwa 140 km südöstlich von Radynka.
Am 12. Juni 2020 wurde das Dorf ein Teil der neugegründeten Siedlungsgemeinde Poliske, bis dahin bildete sie zusammen mit den Dörfern Buda-Radynska (Буда-Радинська), Fedoriwka (Федорівка) und Omeljaniwka (Омелянівка) die gleichnamige Landratsgemeinde Radynka (Радинська сільська рада/Radynska silska rada) im Zentrum des Rajons Poliske.
Am 17. Juli 2020 kam es im Zuge einer großen Rajonsreform zum Anschluss des Rajonsgebietes an den Rajon Wyschhorod.